# Jack Catran
Jack Catran (Brooklyn, 22 gennaio 1918 – Riverside, 18 gennaio 2001) è stato uno scrittore statunitense.
È noto per essere stato uno dei sostenitori dell'ipotesi secondo cui l'umanità è probabilmente sola nell'Universo, schierandosi contro Carl Sagan e SETI, il programma di ricerca di vita extraterrestre intelligente nello spazio.

## Biografia
Nato da una famiglia sefardita, crebbe nel quartiere di Bensonhurst e da adolescente si dedicò al teatro vaudeville e, grazie all'amicizia con Jacque Fresco, alla scienza. Abbandonata la scuola, nel 1941 si trasferì a Los Angeles, dove frequentò l'istituto d'arte Chouinard. Successivamente studiò prima all'Università della California meridionale e poi all'Università della California, dove si laureò in psicologia.
Inizialmente, insegnò illustrazione tecnica e disegno prospettico alla scuola superiore e per adulti Van Nuys e alla scuola superiore San Fernando, dove applicò le tecniche della psicologia sperimentale alla propria didattica. In seguito, si dedicò al disegno tecnico e industriale nell'industria aerospaziale a Los Angeles e in particolare lavorò  come ergonomista al programma Apollo della NASA.
All'inizio degli anni ottanta, scrisse una serie di articoli sul The New York Times, sul Chicago Tribune, sul Los Angeles Times, su Newsweek e sul The Humanist in risposta ai tentativi di alcuni astronomi (e principalmente Carl Sagan) di teorizzare e individuare l'esistenza di vita extraterrestre.

## Opere
- Is There Intelligent Life on Earth? (1980)
- How to Speak English Without a Foreign Accent (1986–1991)
- Walden Three (1988)
- The Plot to Win the White House and How It Succeeded (1994)